# Meru (hạt)
Hạt Meru là một hạt thuộc tỉnh Đông ở Kenya. Theo điều tra dân số ngày 24 tháng 8 năm 1999, hạt này có dân số 498880 người. Hạt Meru có diện tích 2982 km². Hạt lỵ đóng tại Meru.